# Octant de bombolla

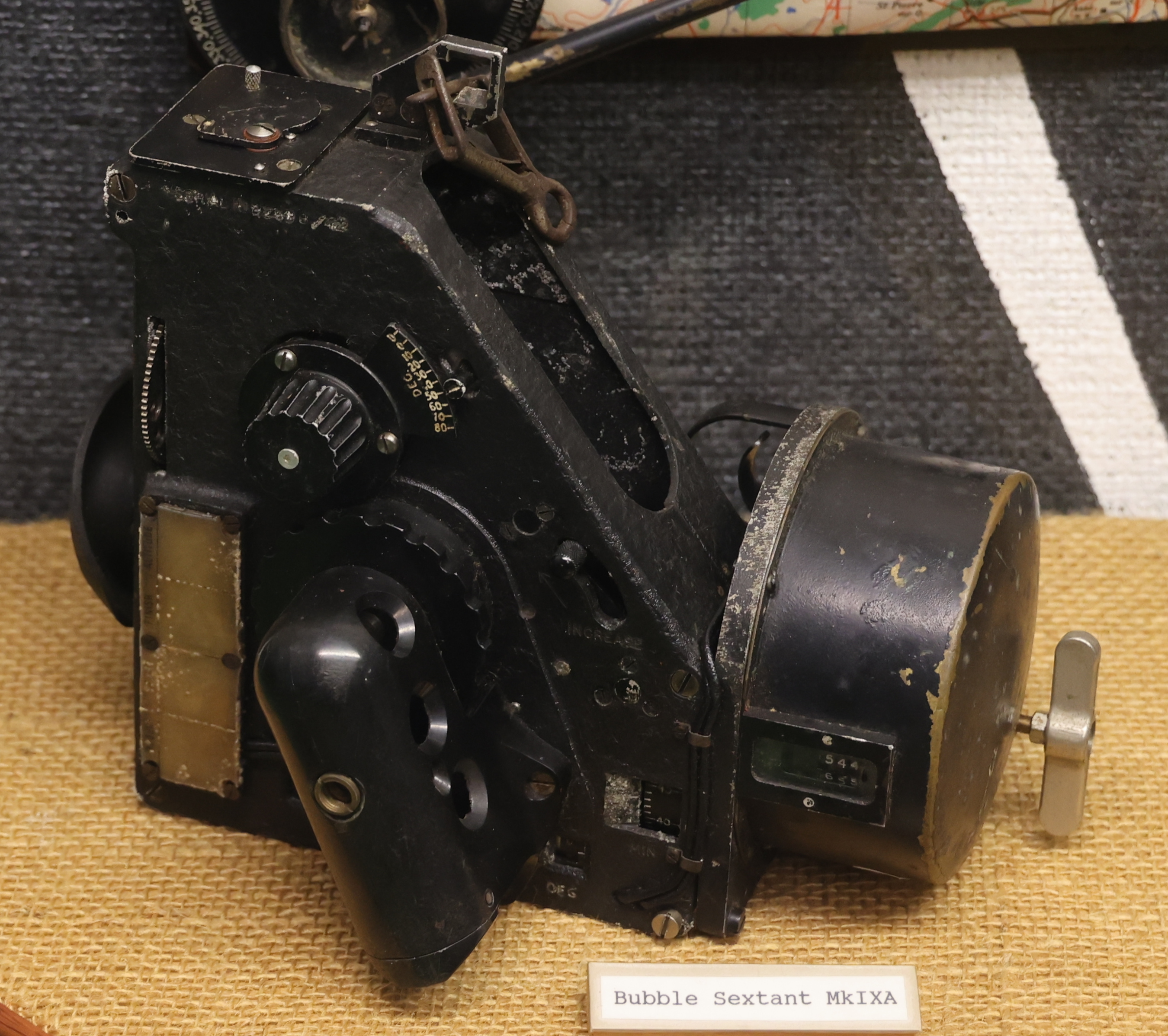
Un sextant de bombolla MkIXA

L' octant de bombolla i el sextant de bombolla són instruments de navegació aèria. Encara que hi ha un instrument que s'anomena "sextant de bombolla", en realitat és només un octant de bombolla.

## Ús
Els vaixells havien utilitzat durant molt de temps sextants per a la navegació, però els sextants tenien problemes en la navegació aèria. Un vaixell al mar es troba sobre una superfície relativament plana i pot utilitzar l'horitzó per mesurar l'altitud dels objectes celestes. Una aeronau no podrà tenir com a superfície de referència plana l'horitzó del mar. Potser voleu sobre un terreny on l'horitzó està format per muntanyes d'alçada desconeguda. Una solució al problema va ser fer servir una bombolla per determinar el pla de referència. La bombolla a bord d'un avió està subjecta a l'acceleració en el moviment. Si l'avió fa un tomb brusc, la bombolla es desplaçarà. En conseqüència, quan el navegant utilitza un sextant de bombolles, el pilot ha d'intentar portar l'avió en línia recta i anivellada. Fins i tot quan vola recte i anivellat, l'avió està subjecte a acceleracions a causa dels canvis de densitat i direcció del vent. En conseqüència, es prenen moltes lectures i després es fan la mitjana per obtenir un resultat més precís. Alguns octants de bombolles tenen accessoris per simplificar aquest càlcul mitjà.

## Desenvolupament

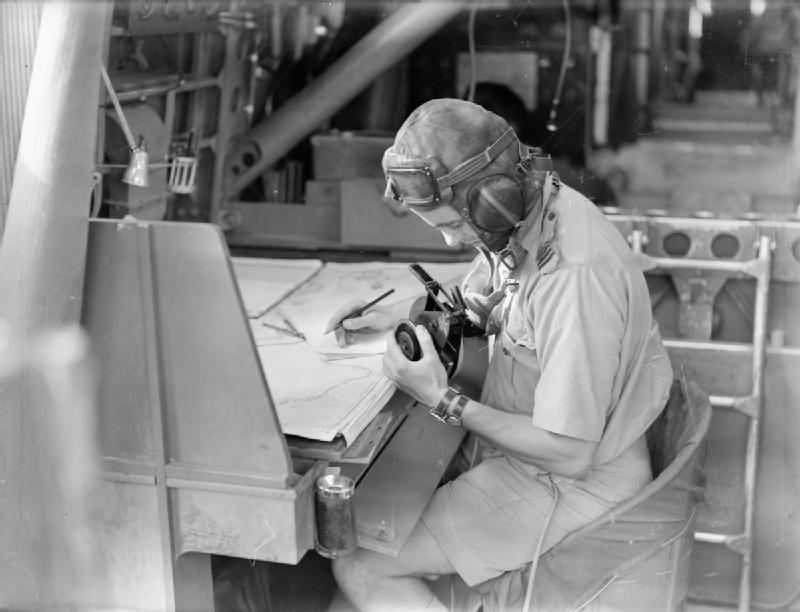
Sextant de bombolles Mk VIII en ús en un Short Sunderland

Isaac Newton va desenvolupar el quadrant. L'octant va ser una millora addicional. Podia mesurar altituds de fins a 90° sobre l'horitzó. El sextant es va convertir en l'instrument de navegació estàndard per als vaixells. Podia mesurar altituds de fins a uns 120 graus.
Els primers instruments de bombolla van ser sextants de bombolla que copiaven les característiques d'un sextant normal. Tot i això, un instrument de bombolles no veu l'horitzó, per la qual cosa mai necessita mesurar un angle >90°. Els instruments moderns són tècnicament octants de bombolla, encara que es solen anomenar sextants de bombolla.

## Usuaris famosos
- Amèlia Earhart. El seu navegant, Fred Noonan, va utilitzar un octant de bombolla.[3]
- Eddie Rickenbacker . Un octant de bombolla danyat va generar un error de navegació que va provocar un enfonsament al mar.